# Алексенко Борис Григорович
Борис Григорович Алексенко (нар. 10 червня 1941, Лебедин, Сумська область, Українська РСР, СРСР) — український дипломат.

## Біографія
Народився 10 червня 1941 року у місті Лебедин на Сумщині. Закінчив Сумський машинобудівельний технікум (1961), технолог. Азербайджанський політехнічний інститут (1970), інженер-механік. Вищу партійну школу при ЦК КПРС (1982).
Володіє азербайджанською та російською мовами.
- 09.1958-04.1961 — учень Сумського машинобудівельного технікуму.
- 04.1961-10.1962 — майстер Бакинського машинобудівного заводу ім. С. М. Кірова.
- 1962—1965 — служба в збройних силах.
- 11.1965-06.1973 — технолог, голова профкому, секретар парткому Бакинського машинобудівельного заводу ім. С. М. Кірова.
- 04.1973-03.1978 — голова Ленінського районного комітету народного контролю м. Баку.
- 03.1978-12.1981 — інструктор відділу планових і фінансових органів ЦК КПА.
- 12.1981-06.1983 — голова Республіканського комітету профспілок місцевої промисловості та комунально-побутових підприємств.
- 06.1983-12.1986 — заступник завідувача відділу торгівлі, планових і фінансових органів ЦК КПА.
- 12.1986-05.1989 — міністр побутового обслуговування населення Азербайджанської РСР.
- 05.1989-12.1992 — заступник керівника справами Ради Міністрів Азербайджанської РСР.
- 12.1992-06.1993 — головний спеціаліст відділу країн СНД.
- 06.1993-05.1996 — керівник служби віце-прем'єр-міністра України.
- 05.1996-06.1997 — радник Посольства України в Азербайджані.
- 1996-06.1997 — тимчасово повірений у справах України в Азербайджані.
- 06.1997-07.2004 — Надзвичайний та Повноважний Посол України в Азербайджані.

Дипломатичний ранг: Надзвичайний і Повноважний Посланник України 1-го класу.